# Gramado dos Loureiros
Gramado dos Loureiros est une municipalité brésilienne située dans l'État du Rio Grande do Sul.